# 대한민국 형사소송법 제49조
대한민국 형사소송법 제49조는 검증 등의 조서에 대한 형사소송법의 조문이다.

## 조문
제49조(검증 등의 조서) ① 검증, 압수 또는 수색에 관하여는 조서를 작성하여야 한다.
②검증조서에는 검증목적물의 현상을 명확하게 하기 위하여 도화나 사진을 첨부할 수 있다.
③압수조서에는 품종, 외형상의 특징과 수량을 기재하여야 한다.

## 참고 문헌
- 손동권 신이철, 새로운 형사소송법(초판, 2013), 세창, 2013. ISBN 9788984114081

## 같이 보기
- 대한민국 형사소송법 제312조
- 대한민국 형사소송법 제311조
- 대한민국 형사소송법 제128조
- 대한민국 형사소송법 제129조